# Slovenia la Jocurile Olimpice de vară din 2016
Slovenia a participat la Jocurile Olimpice de vară din 2016 de la Rio de Janeiro în perioada 5 – 21 august 2016, cu o delegație de 60 de sportivi, care a concurat în 12 sporturi. Cu un total de patru medalii, inclusiv una de aur, Slovenia s-a aflat pe locul 45 în clasamentul final.

## Participanți
Delegația slovenă a cuprins 60 de sportivi: 36 de bărbați și 24 de femei (rezervele la fotbal, handbal, hochei pe iarbă și scrimă nu sunt incluse). Cel mai tânăr atlet din delegația a fost înotătoarea Janja Šegel (17 ani), cel mai vechi a fost trăgătorul de tir Boštjan Maček (44 de ani).
| Sport         | Masculin | Feminin | Total |
| ------------- | -------- | ------- | ----- |
| Atletism      | 4        | 6       | 10    |
| Caiac canoe   | 4        | 2       | 6     |
| Ciclism       | 4        | 2       | 6     |
| Gimnastică    | 0        | 1       | 1     |
| Handbal       | 14       | 0       | 14    |
| Judo          | 3        | 2       | 5     |
| Natație       | 4        | 6       | 10    |
| Navigație     | 1        | 2       | 3     |
| Tenis         | 0        | 1       | 1     |
| Tenis de masă | 1        | 0       | 1     |
| Tir           | 1        | 1       | 2     |
| Triatlon      | 0        | 1       | 1     |
| Total         | 36       | 24      | 60    |

## Medalii

### Medaliați
| Medalie | Nume             | Sport       | Probă               | Dată      |
| ------- | ---------------- | ----------- | ------------------- | --------- |
| Aur     | Tina Trstenjak   | Judo        | 63 kg feminin       | 9 august  |
| Argint  | Peter Kauzer     | Caiac canoe | K-1 slalom masculin | 10 august |
| Argint  | Vasilij Žbogar   | Navigație   | Finn masculin       | 16 august |
| Bronz   | Anamari Velenšek | Judo        | 78 kg feminin       | 11 august |

### Medalii după sport
| Sport       | Aur | Argint | Bronz | Total |
| Judo        | 1   | 1      | 0     | 2     |
| Caiac canoe | 0   | 1      | 0     | 1     |
| Navigație   | 0   | 0      | 1     | 1     |
| Total       | 1   | 2      | 1     | 4     |

## Natație
| Sportiv        | Probă      | Calificări | Calificări | Semifinale    | Semifinale    | Finală        | Finală        |
| Sportiv        | Probă      | Timp       | Loc        | Timp          | Loc           | Timp          | Loc           |
| -------------- | ---------- | ---------- | ---------- | ------------- | ------------- | ------------- | ------------- |
| Damir Dugonjič | 100 m bras | 1:00,41    | 21         | Nu au avansat | Nu au avansat | Nu au avansat | Nu au avansat |